# Мирное просвещение
Мирное просвещение (мирное образование, или воспитание в духе мира) — процесс приобретения ценностей, знаний, навыков и поведенческих установок для того, чтобы жить в гармонии с собой, с людьми и с окружающей средой.
Существует множество деклараций Организации Объединённых Наций о важности публикации информации о мирном просвещении.
Генеральный секретарь ООН Пан Ги Мун посвятил Международный день мира в 2013 году мирному просвещению, стремясь изменить фокус умов и финансирования на образования в духе мира как средства достижения культуры мира. Коитиро Мацуура, бывший генеральный директор ЮНЕСКО писал о том, что образование в области мира имеет «фундаментальное значение для миссии ЮНЕСКО и Организации Объединённых Наций». Такие исследователи, как Бетти Рирдон и Дуглас Рош всё чаще подчёркивают сущность мирного образования как одного из прав человека. В 1990-е годы произошло согласование понятий «мирного просвещения» и «просвещения в области прав человека».

## Определение
Ян Харрис и Джон Синотт описывают мирное образование как серию «обучающих встреч», которые пробуждают в людях:
- их стремление к миру,
- ненасильственные альтернативы для разрешения конфликтов;
- навыки критического анализа структурных мер, которые порождают и узаконивают несправедливость и неравенство.

Джеймс Пейдж предлагает, чтобы воспитание в духе мира считалось «поощрение приверженности миру как установленным принципам и укрепление уверенности личности как отдельного агента мира; информирование учеников о последствиях войны и социальной несправедливости; информирование учеников о ценности мирных и справедливых социальных структур и работа по поддержке или развитию таких социальных структур, поощрение студента относиться с любовью к миру и представлять мирное будущее, забота о каждом ученике и побуждение учеников заботиться о других».
Зачастую теория или философия мирного образования бывает принята, а не сформулирована. В 1975 году Йохан Галтунг предположил, что теории мирного образования не существует, несмотря на то, что существует очевидная необходимость в такой теории. Были предприняты попытки создать такую теорию. Иоахим Джеймс Каллеха предположил, что философская основа для воспитания в духе мира может быть заложена в кантовском понятии долга. Джеймс Пейдж предположил, что обоснование мирного образования может быть заключено в этике добродетели, этике последовательных действий, консервативной политической этике, эстетической этике и этике заботы. Роберт Л. Холмс утверждает, что моральная презумпция против насилия уже существует среди цивилизованных наций. На основе этого предполагаемого запрета он выделяет несколько философских ценностей, которые имеют отношение к ненасильственному разрешению конфликтов между народами на международном уровне, включая пацифизм.
Начиная с первых десятилетий XX века, программы «мирного образования» во всем мире представляли собой целый ряд тематических тем, включая анти ядерное просвещение, международное понимание, ответственность за окружающую среду, навыки общения, ненасилие, методы разрешения конфликтов, демократию, осведомленность о правах человека. терпимость к разнообразию, сосуществование и гендерное равенство.

## Формы

### Обучение разрешению конфликтов
Программы просвещения по вопросам мира, сосредоточенные на разрешении конфликтов, обычно основаны на социально-поведенческих симптомах конфликта и имеют своей целью обучение людей разрешать межличностные споры с помощью методов ведения переговоров и посредничества. Обучение управлению гневом, «честной» борьбе и совершенствование общения с помощью таких навыков, как выслушивание оппонента, попытка поставить себя на место другого, выявление потребностей и разделение фактов и эмоций составляют основные элементы этих программ. Участникам также учатся брать ответственность за свои действия и вместе думать о возможности компромисса
В целом, подходы такого типа направлены на то, чтобы «изменить убеждения, позицию и поведение … с негативного на позитивное отношение к конфликту в качестве основы для предотвращения насилия» (Van Slyck, Stern and Elbedour, 1999, выделение добавлено). Существуют различные стили или подходы в обучении разрешению конфликтов (ADR, Verbal Aikido, NVC), которые могут дать практикующему возможность воспринять конфликтную ситуацию и ориентировать её на мирное разрешение. Как сказал один из координаторов, обучающих посредничеству: «Конфликт очень естественен и нормален, но вы не можете всю свою жизнь сражаясь со всеми — вы должны научиться разрешать конфликты различным способами».

### Демократическое образование
Программы просвещения по вопросам мира, основанные на демократическом образовании фокусируются на политических конфликтных процессах, и утверждают, что по мере расширения демократического участия вероятность того, что общества разрешат конфликт путем насилия и войны, уменьшится. В то же время «демократическое общество нуждается в решительных и целеустремленных гражданах, которые принимают неизбежность конфликта и необходимость терпимости» (Государственный департамент США, Культура демократии, выделение добавлено). Таким образом, программы такого рода пытаются стимулировать позитивное отношение к конфликту в обществе, обучая учеников воспринимать конфликт как платформу для творчества и роста.
Подходы такого типа обучают участников навыкам критического мышления, дебатов и создания коалиций и продвигают ценности свободы слова, индивидуальности, терпимости к разнообразию, компромиссу и сознательного отказа от военной службыЦель этих мероприятий заключается в том, чтобы создать «ответственных граждан», которые могут требовать от своих правительств соблюдения стандартов мира, прежде всего посредством состязательных процессов. Мероприятия структурированы таким образом, чтобы учащиеся «принимали на себя роль гражданина, который выбирает, принимает решения, занимает позиции, отстаивает свое мнение и уважает мнение других»: то есть воплощает в жизнь принципы, на которых основывается многопартийная демократия. Исходя из предположения, что демократия снижает вероятность насилия и войны, предполагается, что это те же навыки, которые необходимы для создания культуры мира.

### Просвещение в духе справедливости
Образование в духе правосудия — это процесс, продвигающий верховенство закона (RoL) посредством образовательной деятельности на всех уровнях. Образование в духе правосудия учит следующее поколение предупреждению преступности, а также более эффективному пониманию и разрешению проблем, которые подрывают верховенство закона. Это способствует миру и поощряет учеников активно участвовать в жизни своих сообществ и профессиональной деятельности.
Придание верховенству закона и культуре законности приоритетной роли — это передача не только знаний, но и ценностей и моделей поведения, которые ежедневно создаются и применяются в рамках так называемой «скрытой учебной программы». «Скрытая учебная программа» в классной комнате и в школе передает учащимся нормы, ценности и убеждения другими способами, помимо формального процесса преподавания и обучения, и гарантирует, что ученики развивают навыки, необходимые для участия в жизни общества как этически ответственных граждан.

### Образование в области прав человека
Программы просвещения по вопросам мира, нацеленные на повышение осведомленности о правах человека, обычно сосредоточены на уровне политики, которую человечество должно принять, чтобы приблизиться к мирному глобальному сообществу. Цель состоит в том, чтобы сформировать у участников видение мира, в котором все отдельные представители человечества могут реализовать свои личные права и свободы и быть юридически защищены от насилия, угнетения и унижения.
Подходы такого типа знакомят участников с международными пактами и декларациями Организации Объединённых Наций; обучают учеников распознавать нарушения Всеобщей декларации прав человека; поощряют терпимость, солидарность, автономию и самоутверждение на индивидуальном и коллективном уровнях.
Образование в области прав человека «сталкивается с постоянными усовершенствованиями, значительными пробелами между теорией и практикой и частыми проблемами, связанными с его обоснованностью». По мнению специалиста:

Образование в области прав человека не работает в сообществах с многочисленными конфликтами, за исключением сообществ в которых реализуется комплексный подход. Фактически такое образование может быть контрпродуктивным и привести к большему количеству конфликтов, если люди узнают о правах, которые ими не используются. В этом отношении образование в области прав человека может увеличить вероятность конфликта.

Чтобы предотвратить эти последствия, многие программы в настоящее время сочетаются с урегулированием конфликтов и демократическим образованием, а также с обучением ненасильственным действиям.

### Трансформация мировоззрения
Некоторые подходы к воспитанию в духе мира начинаются с понимания психологии, в особенности психосоциальных установок человека. По сути, в то время как отношение и поведение, способствующее конфликтам, характерно для более ранних этапов развития человека, отношение и поведение, способствующее объединению, появляются на более поздних этапах здорового развития. Х. Данеш предлагает «Интегративную теорию мира», в которой мир понимается как психосоциальная, политическая, моральная и духовная реальность. Образование в духе мира, по его словам, должно быть направлено на здоровое развитие и воспитание человеческого сознания, помогая людям исследовать и изменять свои мировоззрения. Мировоззрение определяются как подсознательная линза (приобретенная через культурное, семейное, историческое, религиозное и общественное влияние), посредством которой люди воспринимают четыре ключевых вопроса: природу реальности, природу человека, цель существования, принципы, регулирующие соответствующие человеческие отношения. Изучив массу материалов, Данеш утверждает, что большинство людей и обществ в мире придерживаются конфликтных мировоззрений, которые выражаются в конфликтных внутриличностных, межличностных, межгрупповых и международных отношениях. Он подразделяет основанные на конфликте мировоззрения на две основные категории, которые он соотносит с фазами человеческого развития: мировоззрение, основанное на выживании, и мировоззрение, основанное на идентичности. Именно благодаря приобретению более интегрированного, основанного на единстве мировоззрения способность человека смягчать конфликты, создавать единство в контексте разнообразия и создавать устойчивые культуры мира возрастает — будь то дома, в школе, на работе или в международном сообществе.

### Критическое воспитание в духе мира
Современные формы мирного образования связаны с новыми научными исследованиями и применением методов, используемых в мирном образовании на международном уровне, во множестве общин и, в то же время, отдельными людьми. Критическое образование в духе мира — это освободительное движение, которое стремится связать образование с принципами социальной справедливости, разрушающими неравенство посредством критической педагогики. Критическое воспитание в духе мира направлено на критику того, что воспитание в духе мира реализуется согласно понятию «интервенционизма» западного мироустроения, акцентируя внимание на местных практиках в мирном образовании. Проект критического образования в духе мира включает в себя концепцию образования как пространства для трансформации, где учащиеся и преподаватели становятся участниками перемен, которые признают прошлый и настоящий опыт неравенства и предвзятости, и где школы становятся стратегическими площадками для стимулирования эмансипативных изменений.

### Мирное воспитание в соответствии с принципами йоги
Когда критическое образование является эмансипативным и стремится способствовать воспитанию человечности в обществе, обучение искусству йоги связано с трансформацией личного (в противоположность межличностному, структурному или социальному / культурному) насилия. В йогическом мирном образовании методы используются для изменения физического, умственного и духовного аспектов «я» в борьбе с насилием, происходящим изнутри. Современное мирное образование (аналогично другим его видам) отсылается к конкретным формам насилия (и их трансформации) и аналогично обучению правам человека и разрешению конфликтов в школах. Критическое образование в области мира и мирное образование согласно принципам йоги являются дополнительными учебными программами, которые стремятся к достижению позитивного мира и уменьшению насилие в обществе.

## Критика
Тох Суи-Хин (1997) отмечает, что каждый из различных подходов мирного образования «неизбежно имеет свою динамику и» автономию «с точки зрения теории и практики». Саломон описал, как проблемы, цели и методы мирного образования существенно различаются в областях, характеризуемых неразрешимым конфликтом, межэтнической напряженностью или относительным спокойствием.
По словам Кларк-Хабиби, «необходима общая или комплексная теория мира: такая, которая может целостно объяснить внутриличностную, межличностную, межгрупповую и международную динамику мира, а также её основные принципы и предысторию. Важным компонентом этой интегрированной теории также должно быть признание того, что культура мира может возникнуть только в результате подлинного процесса трансформации, как индивидуальной, так и коллективной».